# Zelotaea lya
Espèce
Zelotaea lya est une espèce d'insectes lépidoptères appartenant à la famille  des Riodinidae et au genre Zelotaea.

## Taxonomie
Zelotaea lya a été décrit par Percy Ireland Lathy en 1958.

## Écologie et distribution
Zelotaea lya résiderait dans la région amazonienne.

### Protection
Pas de statut de protection particulier.